# Taufiq Kiemas
Taufiq Kiemas (ur. 31 grudnia 1942 w Dżakarcie, zm. 8 czerwca 2013 w Singapurze) – indonezyjski polityk wywodzący się z Demokratycznej Partii Indonezji – Walka (PDI-P). W latach 2009–2013 pełnił funkcję przewodniczącego Ludowego Zgromadzenia Doradczego.

## Śmierć
Taufiq Kiemas zmarł 8 czerwca 2013 roku w szpitalu w Singapurze. Powodem zgonu był wcześniejszy zawał serca. Ciało polityka zostało przetransportowane kolejnego dnia do Indonezji. Ostatecznie Kiemas został pochowany na cmentarzu bohaterów narodowych w Kalibacie w dżakartańskiej dzielnicy Pancoran.

## Życie prywatne
Był mężem byłej prezydent oraz przewodniczącej swojej macierzystej partii Megawati Soekarnoputri, z którą miał troje dzieci.